# Beniflá
Beniflà là một đô thị ở comarca Safor cộng đồng Valencia, Tây Ban Nha. Đô thị này có diện tích 62 km², dân số thời điểm năm 2006 là 313 người.

## Biến động dân số
| 1990 | 1992 | 1994 | 1996 | 1998 | 2000 | 2002 | 2004 | 2005 | 2007 |
| ---- | ---- | ---- | ---- | ---- | ---- | ---- | ---- | ---- | ---- |
| 172  | 155  | 148  | 153  | 157  | 164  | 204  | 238  | 265  | 375  |